# 闘神伝
『闘神伝』（とうしんでん）は、タムソフトが開発し、タカラより発売された対戦型格闘ゲームのシリーズ。1995年1月1日に1作目『闘神伝』（副題含めてのタイトルは『バトルアリーナ闘神伝』）がPlayStation用に発売され、同ハードを中心にシリーズ展開された。
1996年にはOVA化され、全2巻が発売された。

## 概要
本作品はPlayStationのハード発売から約1か月後に発売された作品であり、そのライバル機であったセガサターンにおけるキラーソフト『バーチャファイター』と同じくポリゴンを利用する3D対戦型格闘ゲームとして注目を集めた。
ただし、システムは「格闘シミュレータ」を標榜した『バーチャファイター』とは異なり、どちらかといえば『ストリートファイターII』に代表される2D格闘ゲームを踏襲、いわゆるコマンド入力による必殺技の発動などのフィーチャーが盛り込まれていた。また、一部の必殺技についてはボタンを1つ押すだけで技が発動するシステムが搭載されており、本体標準のパッドでプレイすることが多い家庭用ゲーム機においては1つの壁となるコマンド入力の煩雑さを意識させることなく、初心者でも楽しめる環境を提供した。2D格闘ゲームに近い派手な画面エフェクトの存在も相まって、本作品は『バーチャファイター』とは異なったユーザー層への開拓に成功した。
イラストはことぶきつかさが担当（第1作目に関してはことぶきはキャラクターデザインそのものにはタッチしておらず、ゲーム中のポリゴンモデルをベースとしたイメージビジュアルの製作にとどまる）。なお、こうした状況はスーパーファミコン版『サムライスピリッツ』が契機であるという。当時タカラは移植にあたって大張正己にパッケージイラスト依頼をしたものの、大張は劇場版『餓狼伝説』の監督業が忙しいとの理由でそれを断っており、代役としてその頃に知り合ったばかりのことぶきを推薦した。ところが当の『サムライスピリッツ』のファミコンへの移植自体が立ち消えてしまう。ではその代わりに、とことぶきへ依頼されたのが本作品のイラストであったという。
シリーズとしての本作が広く人気を集めたのは『闘神伝2』の辺りまでで、各種ゲーム雑誌のレビューコーナーや読者投稿コーナーなどの「ゲームとして大味。いわゆるキャラゲー」、軸ずれの多さや混戦状態になるとカメラワークの補正が追いつかないといったプレイ環境の難点、（特に『1』〜『3』や『URA』の）各キャラクターのEDを字幕やナレーションで済ませ味気ない等、1作目から指摘されていた批判評を続編でも覆すことができなかった点や、PlayStationでも『鉄拳』シリーズや『ソウルエッジ』などの本格的な3D格闘ゲームの登場で徐々に存在感を失っていった。それ以降はシリーズのキャラクターだけを使った落ち物パズルなど格闘ゲーム以外での展開も模索し始めるようになっていった。だが、1999年に発売された『闘神伝 昴』を最後にシリーズの製作は途絶え、その後の2012年に吸収合併したタカラトミーが子会社に移管する形でテレビゲーム事業から撤退した。

## システム
各キャラクターの技はコマンド式で既存の2D格闘ゲームに近いが、前後だけでなく側転などで横方向への移動が比較的簡単にでき、さらにキャラクターによっては飛行もできるなど3Dフィールドを自由に駈け回ることができるのが特徴である。
その一方、前方向に移動距離の長い必殺技を使った際、相手と向いている方向の軸がずれていてそのまま相手の横目がけて進んでしまったり、あるいは側転などで避けられてリング端から転落し負けてしまうこともある（『2』『2プラス』『昴』に顕著に見られる）。
キャラクターの体力が残り少なくなり、赤く点滅したときにコマンドを入力することで秘伝必殺技と呼ばれる超必殺技が使用可能。『1』では使用回数の制限はなかったが、『2』以降は再びダメージを受けないと再使用が出来ないよう変更された。

## シリーズ一覧
| 発売日                                        | 作品名               | 開発                            | 発売                            | 対応機種 | 備考                                     |
| --------------------------------------------- | -------------------- | ------------------------------- | ------------------------------- | -------- | ---------------------------------------- |
| 1995年1月1日                                  | 闘神伝               | タムソフト                      | タカラ                          | PS       | ゲームアーカイブス版の配信元はタムソフト |
| 1995年11月24日                                | 闘神伝S              | ネクステック                    | セガ                            | SS       |                                          |
| 1995年12月14日（AC版） 1995年12月29日（PS版） | 闘神伝2              | タムソフト                      | カプコン（AC版） タカラ（PS版） | AC、PS   |                                          |
| 1996年3月22日                                 | 熱闘闘神伝           |                                 | タカラ                          | GB       |                                          |
| 1996年8月9日                                  | 闘神伝2プラス        | タムソフト                      | タカラ                          | PS       | ゲームアーカイブス版の配信元はタムソフト |
| 1996年9月20日                                 | にとうしんでん       | ヴィステック エンタテインメント | タカラ                          | PS       |                                          |
| 1996年9月27日                                 | 闘神伝URA            | ネクステック                    | タカラ                          | SS       |                                          |
| 1996年12月27日                                | 闘神伝3              | タムソフト                      | タカラ                          | PS       | ゲームアーカイブス版の配信元はタムソフト |
| 1997年6月20日                                 | パズルアリーナ闘神伝 |                                 | タカラ                          | PS       |                                          |
| 1998年4月9日                                  | 闘神伝カードクエスト | GUYBRAIN                        | タカラ                          | PS       |                                          |
| 1999年8月12日                                 | 闘神伝 昴            | タムソフト                      | タカラ                          | PS       |                                          |

### 闘神伝
1995年1月1日発売。PlayStation用。タカラのPlayStation参入第1弾ソフト。大味かつ大雑把なシステムや重量感に欠ける挙動などから、PlayStation作品全体でみるとPlayStation初期の未成熟な3D格闘ゲーム作品らしく完成度は低い部類にあるが、PlayStation本体発売直後に発売予定の3D格闘ゲーム第一弾ということもあり、発売当初はローンチタイトルのリッジレーサーと並ぶ看板ソフトとして扱われていた。2D格闘ゲーム的な飛び道具や必殺技などからダイナミックなバトルが楽しめる部分もあった。メモリーカードに非対応のため、クリアデータやオプション設定の保存はできない。
初回限定特典というわけではないが、キャラクター設定・裏技・解説書に記載されていない必殺技を含む記載のある小冊子の配布が行なわれた。また、従来のパッケージにことぶきのイメージイラストを配した紙製のケースをかぶせ、前述の小冊子を同梱した仕様のリニューアル版も発売された（ゲーム内容の変更はない）。
徳間書店インターメディアから発売された攻略本には『闘神伝お楽しみ版』が付属。エイジとエリスの2人のみ使用可能で15秒間だけプレイできる体験版の「VS SPECIAL」が収録されているほか、1ラウンドのみだがCPU同士の対戦を見られる「WATCH MODE」も搭載されている。お楽しみ版には独自の要素としてデカ頭エイジ・デカ頭エリスというEXキャラクターとブラックエイジ・ブラックエリスというEXカラーが存在。製品版のディスクと入れ替えることで、これらのキャラクターで製品版をプレイすることもできる。
1996年4月22日には北米のMS-DOS PC向けに移植版『Battle Arena Toshinden』が発売されている（日本未発売）。こちらはボスキャラクターが最初から使用可能になっている他、独自のゲストキャラクターとしてタカラが当時ローカライズ版を発売していた『アースワーム・ジム』の主人公ジムがラングーのコンパチキャラクターとして参戦している。表記は英語になっているが、ボイス等は北米版ではなく日本語版と同じものを使用している。
2016年11月22日よりPlayStation版がゲームアーカイブスにて配信開始。レイティングはCERO：B（12才以上対象）。

### 闘神伝S
1995年11月24日発売。セガサターン用。『闘神伝』の移植版で、本作のみセガからの発売。『S』は「SATURN」と「SPECIAL」の2つの意味をもつ。セガサターンはポリゴン表現専用のチップを持たない関係から「カインステージのスクリーンでバトルの様子がリアルタイム表示されない」「エリスのコスチュームの半透明部分が網状に変更」など、一部PlayStation版よりビジュアル的に劣る箇所が見られる。「列伝モード」が追加され、オープニングには各キャラクターの個性やバックストーリーを生かす形でのムービーが用意されたり、ステージ間にキャラクタービジュアル（立ち絵。作画担当は土器手司）を使った会話パートが設けられ各キャラクターのバックストーリーが分かりやすくなったりするなど、キャラクターをよりクローズアップ&アピールする要素が盛り込まれた。また、PlayStation版の最終ボスであるショウを倒すと、秘密結社幹部のクピードーと対戦になるという要素が追加された。開発はネクステック（後のネクスエンタテインメント）が担当。

### 闘神伝2
1995年12月14日稼働。アーケードゲーム（ZN-1）。1995年12月29日発売。PlayStation用。アーケード版がカプコンよりリリースされ、同月にタカラからPlayStation版が発売された。また1999年10月1日にサイバーフロントより「PCゲームBestシリーズ Vol.14」としてWindows版も発売されている。『2』では光の方向を固定することで、対戦中にカメラアングルの変化で逆光になったり、キャラクターの表情や筋肉を浮かび上がらせることが可能となった。
アーケードでの稼動を視野に入れた仕様となり、前作で見られた大雑把な操作感はある程度改められている。本作からダッシュ攻撃、相手に背中を取られた時専用の背面攻撃、攻撃ヒットやダメージを受けた時にオーバードライブゲージと呼ばれるゲージが上昇し、MAXになると攻撃力・防御力の補正が加わり、この状態でしか出せない超必殺技の究極宝技が追加された。『2』シリーズのみ倒れた相手への追撃は2種類のダウン攻撃で与えるようになっている。
家庭用でのオープニングムービーでは実写映像が採用された。前作から1年後という設定。また、前作と同じくメモリーカードには非対応。
徳間書店インターメディアから発売された攻略本には『闘神伝2 仰天驚愕の試食版』が付属。エイジとエリスの2人のみ使用可能で10秒間プレイできる体験版、1ラウンドのみCPU同士の対戦を閲覧可能の「VIEW MODE」が搭載されているほか、学ランエイジ、セーラー服エリス、クリスタルソフィア、顔が横に長いカオスが登場して、レフェリーボイスがエリスの声になる「VIEW MODE+」もある。これらのキャラクターは通常では観戦専用のものなので操作できないが、製品版『闘神伝2』のディスクと入れ替えることで操作を可能とすることもできる（後述する『- プラス』には非対応）。

### 熱闘闘神伝
1996年3月22日発売。ゲームボーイ用。当時はタカラはキャラクターの頭身を落としたかたちで『餓狼伝説2』や『サムライスピリッツ』などのゲームボーイ向け移植を行なうことがあったが（『熱闘シリーズ』）、本作もそのひとつとして発売された。ハードの問題から、本作のみ通常の横視点での2D格闘ゲームとなっている。『1』をベースにキャラクターや技が再現されており、技の簡易入力やリングアウトも再現されている。キャラクターの顔グラフィックはデフォルメタッチになっている。全キャラクターに専用のオープニングとエンディングがあり、試合後には各キャラクターに対応した勝ち台詞が表示される。ストーリーやセリフはデフォルメされたグラフィックに合わせてコミカルな内容となっている。またガイアは鎧の中身は別人という扱いになっており、本来のガイアは『ガイアII』という名義で『2』版のデザイン・性能で登場している。ラスボスとしてウラヌスも登場しており、隠しコマンドで『2』の技も使用可能になるなど、単純な『1』の移植とは言えない内容になっている。

### 闘神伝2プラス
1996年8月9日発売。PlayStation用。PlayStation the Best発売を機に『闘神伝2』の一部仕様を変更した廉価版。主な変更点として「メモリーカードでのデータセーブ機能追加」「2Pキャラクターの色をリニューアル」「必殺技のグラフィック強化」「隠しキャラクターの登場コマンド簡略化」などの他、ゲームバランスについても「全体的な攻撃力の下方修正」「一部キャラクターの攻撃判定の変化」などの調整が入っている。また、新要素として『バーチャファイター』のようなボタンガード形式の操作を選択できる「GPKモード」を搭載している。
2016年11月22日よりゲームアーカイブスにて配信開始。レイティングはCERO：B（12才以上対象）。

### にとうしんでん
1996年9月20日発売。PlayStation用。2頭身の体格になった『闘神伝』のキャラクターが「マイム」という特殊な描画方法（攻撃時やダメージを受けた時などに体がゴムのように伸びる）で動き回る。必殺技も含め、ほとんどの技がキャンセル可能という斬新な仕様となった。ステージの周囲は『3』のように壁で覆われている。また、システム上ガードが存在せず（代わりに武器弾きボタンで相手の攻撃を弾き返す）、コンボを4発くらうと強制的にダウンする。ストーリーは学園物という設定で、同じタカラのリカちゃんがゲスト参戦。レフェリーボイスはそのステージの対戦相手の声になり、そのために登場キャラクター全員分のレフェリーボイスが用意されているという珍しい要素もある。開発はヴィステック エンタテインメント。
家庭用『闘神伝2』と同様に実写映像を使用したオープニングがあり、メモリーカード非対応。

### 闘神伝URA
1996年9月27日発売。セガサターン用。『2』をアレンジしたオリジナル作品。URAは「ユーアールエー」と読み、Ultimate Revenge Attackの略。オープニングムービーの音楽を葉山宏治が担当した。ソフィアのコスチュームはことぶきつかさが『2』の開発初期に提案するも没になったものが採用された（ただしアニメージュ別冊・ゲームアニメージュでの『2』特集のことぶきによる描き下ろしイラストはこの没版コスチュームで描かれており、本作が初出というわけではない。またOVA版でも同コスチュームが採用されている）。エリスとラングーも『2』とは違ったコスチュームになっている。ガイア、カオス、ウラヌス、マスターの4人と入れ替わりにリッパー、ロンロン、闘神兵、ボルフの4名が追加された。開発はネクステック（後のネクスエンタテインメント）。

### 闘神伝3
1996年12月27日発売。PlayStation用。これまでとは趣を変え、閉鎖されたステージ内で戦闘する。秒間30フレームと60フレームの2つの描画モードをオプションで選択可能。秒間60フレームでは動きが滑らかである代わりに、描画が一部簡略化されている。
新たな敵「アゴーン・テオス教団」と新主人公・デヴィッドを中心とした戦いを描いており、前作のキャラクターも引き続き登場する。主人公サイドのキャラクターと、その使用武器や必殺技などに共通点を持つ敵サイドのキャラクターがおのおの対になるように設定されており、総勢32人という多人数のキャラクターが登場する。また、同作を初出とするキャラクターの中には、実在の人物に酷似した者もいる。
前作からの大きな変更点として、ダウン中や吹っ飛び中の相手にも自由に攻撃を当てることができるようになっている。
また新システムとして、通常攻撃を特定の順番で入力することにより連続攻撃が出せる『闘神連技』、使用回数に制限があるが長い無敵時間と巨大な当たり判定を持つ攻撃を繰り出す『ソウルボム』、途中で相手からの攻撃を受けても動作が中断されない攻撃を繰り出す『Rアタック』があり、これらは全キャラクターが固有のものを使用することができる。
2016年11月22日よりゲームアーカイブスにて配信開始。レイティングはCERO：B（12才以上対象）。

### パズルアリーナ闘神伝
1997年6月20日発売。PlayStation用。『闘神伝』のキャラクターを使った落ち物パズルゲーム。キャラクターはディフォルメ化され個性的なアクションや一発逆転の要素がある。しかしPlayStation作品には珍しくCG画像が登場しない。

### 闘神伝カードクエスト
1998年4月9日発売。PlayStation用。『闘神伝』のキャラクターを使った人生ゲーム風の双六ボードゲーム。マルチタップを使えば、最大4人までゲームに参加可能。

### 闘神伝 昴
1999年8月12日発売。PlayStation用。『闘神伝3』から10年後の世界を描く、現時点での事実上の最終作。海外の一部では『TOSHINDEN4』として発売された。前作までのオープニングムービーはCGで描かれていたが、本作ではアニメに変更となっている。
主人公は1作目の主人公であるエイジの弟子で、ショウの息子でもあるスバル（昴）・シンジョウ。登場キャラクターは13人と前作から大幅に減少、さらにそのうち旧キャラクターはエイジ、ナル、ヴァーミリオンの3人のみ。また『3』ではキャラクターの動作フレームレートを秒間30フレームと秒間60フレームのどちらかで選択できたが、今作では30フレームに固定となっている。
前作の『ソウルボム』と『闘神連技』は排除され（代わりに2までの連続攻撃を発展させたチェーンコンボ・闘神流技に変更）、ゲームシステムは『2』に近いものなり、ガード時に追加入力することで相手の体勢を崩す武器はじきやガードキャンセル攻撃、側転ボタン同時押しでフリーラン移動などが追加された。オーバードライブゲージは3本までストック可能となり、MAXまで溜めた状態でコマンド入力するとその時点で体力がフル回復し攻撃力補正・スーパーアーマー属性が付くがそこから体力が自動で減り始めてしまう諸刃の剣“鬼神降臨”が使用可能。
ストーリーモードは3人でチームを組んで戦う方式であるが、登場キャラクターの収録人数自体が少ないためボスを含めて4チーム+1人しか登場しないなど、いささかボリューム不足である（従来通り1対1で戦うモードも収録されている）。またメインとなる対戦格闘だけでなくミニゲームも多数収録されている。
データベースモードでは各キャラクターの勝利ボイスやボツ画などのデータが見られる。

## 登場キャラクター

### 初代『闘神伝』から登場
初代『闘神伝（S）』ではフルネームではないキャラクター（モンド、エリス、ソフィア、ガイア、ショウ、クピードー）は全て本名ではなく、本名の一部でもない。
エイジ・シンジョウ
声 - 大倉正章
3月31日生まれ。A型。身長175cm（『闘神伝 昴』では178.5cm）。体重63kg。年齢 21歳。国籍 日本。
福島県出身の日本人男性。失踪した兄・ショウを追って世界を巡る冒険家となる。『闘神伝』および『闘神伝2』の主人公。『闘神伝2』では22歳だが、それより11年後の設定の『闘神伝 昴』では36歳になっている。幼いころから唯一の家族の兄に教えられていた剣術を活かし、世界各地で活躍している冒険家をしている。親代わりで、剣の師である兄は『闘神伝』では行方不明で、冒険家をしている目的の一部は兄を探すためでもあった。『闘神伝2』では、前大会から戻って以降、兄と闘うリアルな夢を見るようになった。兄が認めた者が大会に出ると知り、会場へ向かうことになる。ゲーム本編ではほぼ言及されていないが、恵美（えみ）という彼女がいる。
武器は日本刀・白虎の太刀（『闘神伝 昴』では普通の刀）。元は室町時代より前の夜鬼一族の武器だったが、いつの間にか流出し、エイジの家に伝わっていた。「白虎の太刀」という名は、故郷会津の白虎隊にちなんでエイジがつけたものだが、それは偶然にも本当の名前と同じものだった。
『昴』では戦闘スタイルが居合斬りになり、頭髪が白髪になりコスチュームも鎧になっているなど、大幅にデザインが変化している。『昴』限定の隠し武器はバット。
同社作品『D-XHIRD』に隠しボスとしても登場している。ゲストではなくストーリーに組み込まれた存在かつ『闘神伝』の同キャラクターと同一人物とされていたが『D-XHIRD』の続編が存在しないので詳細は不明となった。
カイン・アモウ
声 - 『闘神伝』『2（勝利ボイスのみ）』STEVE "BANG" PANG 、『闘神伝S』以降置鮎龍太郎 ※Sと2は日本語台詞のみ
12月24日生まれ。AB型。身長178cm。体重64kg。年齢 22歳。国籍 イギリス。
エイジとはよきライバル関係にあるイギリス人男性、共にショウに師事した。日本での修業の後、謎の人物に殺された父の仇を討つべく賞金稼ぎとなり、裏の世界では「ストーム」の通り名で知られていくこととなるが、自分が仕留めた賞金首にナルという娘がいたと知って彼女を引き取り育てる。『闘神伝2』では、闘いは悲しみしか生まないと悟ったかのように、彼は自ら闘志をもたなくなった。秘密結社は彼を大会に参加させるために養女のナルを狙って暗躍する。彼は組織から逃亡しながら闘志を取り戻し、大会に出場することを決意する。そして闘神大武会において父の仇がショウであることや、（表向きは）貿易商の父・アモウが肉親ではない上に秘密結社と敵対する組織（『3』に登場する古代組織）の暗殺者であったという事実を目の当たりにする。なお『3』のエンディングにおいては「アモウがなぜカインを養子にしたのかをカイン自身が戦いの中で悟り、それはカインがナルを養女としたのと同じ心境からであった」と語られている。23歳（『闘神伝2』当時）。
武器は西洋刀のキャリバーン。これは伝説のアーサー王の愛剣エクスカリバーであるが、カインはそれと知らずに使っている。またカインの技名はエイジの技名を英語にしたものが多い。
ソフィア
声 - 鉄炮塚葉子 ※サターン版『闘神伝URA』以降冬馬由美
2月6日生まれ。A型。身長172.5cm。体重50kg。年齢 24歳。国籍 ロシア。
元諜報員。「風裂きのソフィア」という異名をとっていたほどのムチの使い手。ロシア出身の私立探偵。気高い雰囲気を持った芯の強い女性。自分の過去に関する記憶を失っており、実は秘密結社が作り出した強化人間の1人であり、肉親と思っていた母と妹も秘密結社の構成員にすぎなかった。闘神大武会（秘密結社主催の格闘大会）に自分と同じ境遇を持つ者が出場することを知り、過去を知る手がかりを求めて大会に参加することになる。25歳（『闘神伝2』当時）。武器は革の鞭・クラースヌイブーリァ。
金髪ポニーテールで、SMの女王様の如き格好をしている。そのため、ことぶきつかさも「プレステ倫理ギリギリのデザイン」と言っている。
ラングー・アイアン
声 - 岸野幸正、『闘神伝3』青野武
7月4日生まれ。A型。身長190cm。体重92.6kg。年齢 30歳。国籍 アメリカ。
鉱山責任者を務めるアメリカ人男性。偶然見つけたウラン鉱脈を、悪用を恐れて封印するが、鉱脈の情報を欲した秘密結社によって身重の妻と息子を拉致されてしまい、2人を取り戻すために大武会に参加する。『闘神伝2』では、敵だと思っていたガイアから大会の真意を聞いた。武術に関する経験は浅いが、持ち前の怪力と天性のカンで他の武道家にひけをとらない闘いぶりを見せる。巨大な金棒を武器とする。なお、PS版のチョロQシリーズに登場する「悪魔のホーン」は初代のラングーの叫び声である。
ホー・ファイ
声 - 大倉正章
中国人男性、106歳（『闘神伝』当時）。身長154cm。体重48kg。国籍 中国。
普段は手品師として好々爺を装っているが、その実態は人を殺さずにはいられない殺人鬼。暗殺者として生き、幾度となく暗くて残酷な場面をくぐり抜けてきた裏の顔をもつ。妖術を使い、年齢からは想像できないほどの素早さで立ち回り、相手に襲いかかる。武器は鉄の鉤爪・魂葬牙爪（こんそうがっか）。無数の人間の血に濡れ、それを吸い続けたために呪われ、いつからかこの名前がつけられた。自身の奇行も、この武器に少なからぬ影響を受けている。
モンド（門土）
声 - 岸野幸正
血液型 AB型。身長179cm。体重66kg。年齢42歳。国籍 日本。
一応は日本人男性だが、大和民族とは一切交流を持たずに暮らしてきた「夜鬼（ヤァーキ）一族」の1人。とある組織（実は「アゴーン・テオス教団」）から秘密結社の調査を依頼され、大武会に参加する。『闘神伝2』では、秘密結社から持ち帰った情報をもとに依頼主が結社に攻撃を仕掛けようとした矢先、彼のもとに招待状が届いた。依頼主は結社の報復手段と判断し、大会は退場するようモンドを説得するが、彼はそれを無視して会場へ向かった。
武器は伸縮自在の槍・青龍の槍。なおエイジの白虎の太刀、カオスの玄武の盾、ウラヌスの朱雀の弓は、元々この夜鬼一族の武具だったが、それがいつの間にか流出した。
デューク・バルテルミ・ランバート
声 - 塩沢兼人
2月3日生まれ。A型。身長190cm。体重75kg。年齢29歳。国籍 フランス。
フランスの片田舎の領主。かつて領地を訪れたエイジと勝負をし、家宝の剣を叩き折られて敗北した過去があり、彼とのリターンマッチのために大武会へ参加した。『闘神伝2』では、宿敵との決着を果たしたデュークは、城へ戻り騎士としての鍛錬を積んでいた。そんな彼のもとに、武闘大会の招待状が届いた。
武器は両手剣のデルニエ・ヴァンクール。この剣はエイジとの勝負で折られた剣とつがいである。
騎士道精神に忠実で、戦う際には剣技のみを使い、蹴り技などは全く使わない。また、ダウン攻撃が追加された『2』以降も彼だけは倒れた相手に攻撃ができず、ダウン攻撃コマンドを入力すると「早く立たないか！」と相手を急かす（その代わり相手のオーバードライブゲージを強制的にゼロに出来る）。
エリス
声 - 鉄炮塚葉子
6月5日生まれ。O型。身長155cm。体重46kg（『闘神伝』当時）。身長160cm。体重47kg。年齢16歳。国籍 トルコ。
旅芸人一座の踊り子であるトルコ人。実はガイアの娘で、その身を案じるガイアによって旅芸人一座に預けられた。ガイアもその妻（エリスの母）も日本人であるため、エリスは日系トルコ人ということになる。『闘神伝2』では、彼女は実の父の事を知ったが、父に対しては懐かしさも憎しみも感じていなかった。前作の闘いから1年後、彼女のもとに再び招待状が届いたと同時に、父が、組織の裏切り者として秘密結社から狙われていることを知る。
ティンカーベルがモデル。本シリーズのマスコット的キャラクター。武器はダーク（短剣）。緑色のセミロングヘアで、ほとんどの作品でシースルー部分のある衣装を着ている。また、同社から発売のスーパーファミコンソフト『スーパー億万長者ゲーム』のキャラクターとしても登場する。
ガイア
声 - 郷里大輔
6月16日生まれ。O型。身長214cm。体重96kg。
日本人男性。秘密結社の四大幹部の1人。自分の家族を謀殺したウラヌスに復讐するために闘神大武会を開催して、自分の部下になる強者を集めようとする。40歳（『闘神伝2』当時）。武器は特製の斬馬刀・バッドエンド。
初代『闘神伝』では副腕を持つ鎧を身につけていたが、『闘神伝2』以降は鎧を脱いでいる。『闘神伝2』では通常キャラクターとなり、著しく弱体化された。『闘神伝3』では大幅に強化され、スタッフからも「武器を振り回すだけで驚異的に強いキャラへと生まれかわった」と紹介されている（『闘神伝3オフィシャルガイド』より）。勝利ポーズで『ジャンピングあぐら座り』を披露する。
『熱闘』では『1』版と『2』版のガイアが同時に登場。『1』版の方は鎧を引き継いだ別人という設定で、本来のガイアは「ガイアII」という名義で『2』版のデザイン・性能で登場している。
ショウ
声 - 『闘神伝2』『闘神伝S』置鮎龍太郎、『闘神伝3』『パズルアリーナ闘神伝』『闘神伝昴 ※声のみ』小野坂昌也
8月1日生まれ。A型。身長176cm。体重63kg。
エイジの実兄である日本人男性。「血色の天使」と恐れられ、各地に旅人のように現れる事から「エトランゼ（異邦人）」とも呼ばれている。エイジとカインの剣術の師匠であり、彼らの優れた技がほぼ全て使える上にモーションも高速化しているという高性能キャラクター。 『闘神伝3』では未熟であるエイジたちが組織に立ち向かう事が無用の犠牲として、彼らの前に立ちはだかる。飛び道具の「烈空斬」はエイジと違い、2発の気弾が出る。『闘神伝』と『闘神伝2』では隠しボスとして登場する。武器は飛燕剣。ショウという名は通り名であり、より正確な表記はショウではなく『ショー』であるとの事だが、その意味を知る者は（作中世界に）存在しない。作品とキャラの設定担当者がシリーズ途中で離脱し設定の伝達も行われていないため『ショー』の意味を知る者は現実世界にも存在せず謎のままとなっている。
ジム
声 - ダン・カステラネタ
北米MS-DOS版の初代『Battle Arena Toshinden』（日本未発売）のみ登場。『アースワーム・ジム』からのゲスト出演で、同作の主人公。性能はラングーのコンパチキャラクターとなっている。

### 『闘神伝S』に登場
クピードー
声 - 寺瀬めぐみ
国籍不明。秘密結社の四大幹部の1人で「赤い瞳の墜天使」の別名を持つ女戦士。『闘神伝S』の真の最終ボスとして登場する。PlayStationの『2』と『3』にはキャラクター版権の都合で登場できなかった。武器はロムパイアという薙刀。公認アンソロジーコミックのタカラ開発チームによると、『2』の最終ボスであるマスターの姉という設定（彼女が口にする「あの子」とはマスターのことである）。なお、元々は男性キャラクターとして登場する予定で、発表初期の各雑誌記事ではことぶきつかさによる設定ラフ画が掲載されていた（この男性デザインの方は「ルシファー」と命名されていた）。

### 『闘神伝2』に登場
トレーシー
声 - 緒方恵美
1月11日生まれ。初登場時21歳。B型。身長164cm。体重48kg。
アメリカ人女性。職業は刑事。わざと相手に殴らせておいてから、正当防衛を理由に相手を叩きのめすという警察の問題児。だがプロ意識が決してないわけではなく、悪質な犯罪は見逃さない確かな正義感も持ち合わせている。武器はスタンガンを仕込んだトンファー。髪が長く帽子を逆さにかぶっている。
カオス
声 - 難波圭一
12月24日生まれ。B型。身長235cm。体重70kg。
スリランカ人男性。秘密結社の四大幹部の1人だったが、強化改造手術を受けて精神に異常をきたしてしまった。モーションや勝利時の台詞が非常にコミカルであり、悲劇的なバックボーンを持ちながらお笑い担当キャラクターとして認知されている。35歳（『闘神伝2』当時）。
武器は最後の審判（大鎌）と玄武の盾。後に『闘神伝 昴』に登場するゲンマに玄武の盾を奪われる。
ウラヌス
声 - 富沢美智恵
国籍不明の女性。秘密結社の四大幹部の筆頭。『闘神伝2』のストーリーの黒幕であり、中ボス。幹部の地位に飽き足らず、結社の全てを手中に収めんとして蠢動する。ガイアの抹殺を謀り、カオスを強化手術の実験台にし、さらにはマスターさえ傀儡にしようとする。実はデュークとは元恋人同士。鎧に装備された翼で空を飛ぶことができるが、操作を誤るとリングアウトしてしまう場合もある。
武器は朱雀の弓。後に『闘神伝 昴』に登場するプエラに朱雀の弓を譲って、行方をくらませる。『パズルアリーナ』でも中ボスで登場する。
『熱闘』ではラストボスとして登場（隠しコマンドで使用も可能）。他のキャラクターに対しては冷徹な性格を見せるが、本物のガイア（「ガイアII」）に乙女のような恋慕を寄せており、彼に対しての勝利メッセージでは強さだけでなく料理が得意なことをアピールしている。
マスター（主帝）
声 - 小野寺麻理子
強力な超能力を持つベルギー出身の少年であり、秘密結社のトップを務める。17歳。常に目を伏せていて、声、容姿とも中性的。『闘神伝2』のボスキャラクターであり、武器を持たず、超能力で巨大な剣を創り出して攻撃する。実は何者かの手によって造り出されたクローン人間とおぼしきバックボーンがある。なお開発段階では性別は不詳であった。『カードクエスト』においては中ボスとして登場するが、プレイヤーに対し友好的で優しい一面を見せる。
公認アンソロジーコミックでのタカラ開発チームによると、エリスの幼馴染で『闘神伝S』に登場するクピードーの弟という設定が設けられている。そのため、クピードーの双子の弟で『闘神伝URA』に登場するリッパーとも必然的に兄弟ということになるが、真相は明らかになっていない。
『2』までの全てのキャラクターが登場するOVA版では、唯一登場しない。また、漫画『エリスまけないもんっ!』でも登場しない（この作品の黒幕はウラヌス）。
ヴァーミリオン
声 - 難波圭一 ※『にとうしんでん』のみ井上和彦
国籍不明。『闘神伝2』において隠しボスとして登場した謎の男。黒いコートと鼻眼鏡を身につけ、ショットガンと金色の拳銃で武装している。その銃は無限の射程と弾数を持ち、ほぼ瞬間的に攻撃が届く。また、技の種類こそ少ないものの、銃撃はあらゆる飛び道具を貫通する上に高い攻撃力を誇る。
『闘神伝3』では、「アゴーン・テオス教団」所属の諜報部の責任者だと判明し、ショットガンを大型のデリンジャーに持ち替え、服装もタキシード風のスーツに変更された。また、対戦バランスの都合上、装弾数の設定と再装填の動作が追加されている。
古代組織に所属してはいるが、教祖のアベルを内心では憎んでおり、自分が新たな教祖になろうとしている。そして『闘神伝 昴』の本人のエンディングで野望を実現させる。『昴』では通常の銃弾すらガード不能の高性能キャラクターになり、それゆえチーム戦でも単体で戦うことになる。
『昴』限定の隠し武器はおもちゃの光線銃。

### 『闘神伝URA』に登場
リッパー
声 - 緑川光
国籍不明。27歳。カタール（ジャマダハル）を操るファイターで、『URA』の時に起こった通り魔事件の最重要容疑者。エイジを負かしたことがある。『パズルアリーナ』にも登場した。『カードクエスト』ではクピードーとは双子の姉弟であることが判明する。また、妹がいるらしく、『カードクエスト』の本人のあるカードには「妹を探している」というボイスが収録されている。
ロンロン
声 - 遠藤みやこ
中国出身の科学者で、インターポールに所属している。24歳。平和的利用のために人造人間「闘神兵」を研究していたが、上司のヴォルト・ロッテンバイヤーに奪われてしまい、「闘神兵」を取り戻すべく闘う。『URA』のエンディングは彼女がパソコンで打つ報告書になっている。武器はハンマー状のスタンガン。同社発売のゲーム『勇者聖戦バーンガーン』『ブレイブサーガ2』にも登場している。
ボルフ
声 - 江川央生
ドイツ出身。本名はヴォルト・ロッテンバイヤー。部下のロンロンが研究していた「闘神兵」を悪用しようとした。『URA』のボスキャラクターで、武器は仕込み木刀。
闘神兵（レプリカント）
声 - 石川英郎
『URA』に登場。ロンロンが平和的利用のために研究していた人造人間だが、ボルフに奪われてしまう。見た目はモノクロのショウで目が赤く光っている。技もショウと同じ物を使うが、技の発生スピードやダッシュ・バックステップ速度などが強化されている。

### 『闘神伝3』に登場
デヴィッド
声 - 緑川光
15歳。身長168cm。体重56kg。
平和な家庭に育っていたが、突然起こった火事により、愛する家族、友人を一度に失った彼は、その後身寄りもなく孤児院に預けられる。その孤児院こそ組織の運営による、血の洗礼が行われるところでもあった。「アゴーン・テオス教団」に拉致された少年。イギリス出身。闘神アゴーン・テオスを降臨させるための改造手術をされそうになるが脱走し、シズク・フジに助けられた。武器は古代組織を脱走する際に手にしたチェーンソーと、シズクから貰ったトカレフ（拳銃）。『カードクエスト』にも登場する。
シズク・フジ（藤 雫）
声 - 住友七絵
23歳。身長169cm。体重49kg。
旅の博徒の日本人女性。汚いことをする人間が嫌い。古代組織から脱走してきたデヴィッドを助ける。彼の目に自分と同じものを見つけか彼女は、彼の追っ手の組織からかくまう事にする。それが戦いの幕開けとなる。勝負ごとに強く、勝ち気な性格をしているが情にもろい一面も併せ持つ。自分の身長ほどもある巨大なキセルを武器にする。外国人やロボットまでが標準語を話す中、唯一関西弁で喋るキャラクター。『パズルアリーナ』にも登場する。
ナギサ・イワシロ（厳城 汀）
声 - 矢田耕司
36歳。身長182cm。体重94kg。
自分の名前にコンプレックスを持つインターポールの日本人刑事。トレーシーとコンビを組んで「アゴーン・テオス教団」の調査をすることになる。ヴァーミリオンと対になるキャラクターで、ナギサのほうが表キャラクター（最初から使用可能）。彼を使ってクリアすると、ヴァーミリオンが使用可能になる。拳銃と警棒を武器とする。
名前の由来は、ヴァーミリオンとの対であることから「いいヴァーミリオン」⇒「いわしろ」と変化した（『闘神伝3オフィシャルガイド』より）。
バイホウ（白猴）
身長145cm。体重38kg。
『闘神伝3』でホーに代わって登場した謎のサル。ホーの修行を見ている内に彼の技を身に付けたらしく、ホーと同様の技を使う。誰のものともしれないドクロを背負っている。ホーはバイホウに殺害されたという開発者のコメントがあり、3Pと4Pのキャラクターモデルは背中に大きな傷跡を残すホーの姿となる。
スイレイ
声 - 柳瀬なつみ
15歳。身長151cm。体重40kg。
「アゴーン・テオス教団」に雇われている香港のアサシン少女。バイホウの裏キャラクターなので、鉄の爪を両手にはめて、ホーと同じ動きをする。香港の暗殺組織『昇龍』の唯一の生き残りで、元の組織を滅ぼした犯罪集団『鬼影』に復讐するために古代組織の一員になった。『カードクエスト』にも登場する。
トウジン（唐仁）
声 - 平野正人
62歳。身長178cm。体重62kg。
「アゴーン・テオス教団」に雇われている天狗のような姿をした怪老人で、始皇帝の命令で不老不死の薬を探しに日本へ来た一族の末裔。不治の病の妻を救うために古代組織の一員となるが、妻の病を治す秘薬を手に入れるために組織に協力しているだけで、心からの忠誠では無い。モンドの裏キャラクターだが、大筒を使うためにモンドより戦闘力は高い。
アタワ
声 - 山本圭子
17歳。身長155cm。体重47kg。
ペルーの古代帝国の末裔の少年戦士で、エリスの裏キャラクター。そのため、一部の技はエリスの技と同じ名称になっている。古代帝国を復活させるために古代組織「アゴーン・テオス教団」と手を組むが、次第に古代組織のやり方に疑問を感じるようになる。武器は二本の吹き矢・天の神（オシュラフン）と地の神（ボロン）。
タウ
声 - 佐藤正治
45歳。身長211cm。体重89kg。
ブラジルの絶滅しかかった部族の末裔で、ガイアの裏キャラクター。自分の部族を復活させるために古代組織「アゴーン・テオス教団」と手を組む。似たような状況のアタワとは義理の親子のような間柄で、アタワが古代組織を脱走した際には自身もアタワを守るために脱走した。武器は大鉈。
レイチェル
声 - 山崎和佳奈
22歳。身長165cm。体重50kg。
トレーシーの裏キャラクターで、彼女の生き別れの姉。「妹の身代わりになって、自分が不遇の人生を送ることになった」と古代組織に教え込まれ、トレーシーに復讐するため刺客となった。武器はダブルトンファー。
ジャッジメント
16歳。身長170cm。体重58kg。
デヴィッドの裏キャラクターで、彼の幼馴染だった。改造手術を施されて記憶とかつての人格を失って怪物になってしまう。デヴィッドとは互いが親友と分からぬままに悲劇的な戦いを繰り広げる。デヴィッドと同じくチェーンソーを武器とするが、足技は使わない。ホッケーマスクをかぶっており、かすれた声で「ぅぁ〜…」としか言わない。
ゾラ
声 - 永島由子
オーストリア人女性。O型。24歳。身長174cm。体重52kg。
ソフィアの裏キャラクター。武器は棘の鞭・ブラッディローズ。猫を模した覆面を被り、ダッシュ時は四つん這いになって走る。モデル違いは猫の面に半被という和風な姿をしている。
表の顔はオペラ歌手だが、裏の顔は「アゴーン・テオス教団」の暗殺者。かつてカインの養父を愛していたことがあり、カインに対して複雑な感情を抱いている。
アダム
声 - 大場真人
身長200cm。体重400kg。
「アゴーン・テオス教団」の教祖アベルを護衛するために造り出されたロボット。ラングーと対になるキャラクターで、武器は棍棒を模したマシンガン。アゴーン・テオスの力をもってすれば人間になれると信じている。モデル違いは頭部がモヒカン&ヒゲ面のサイボーグになる。
レオン
声 - 遠藤武
25歳。身長176cm。体重64kg。
「アゴーン・テオス教団」に隷属し、アベルにのみ従う戦士。昔の海賊のような服装をしており、柄に髑髏があしらわれたレイピア「スカルストーカー」を武器とする。エイジの裏キャラクターでアメリカ人。モデル違いは赤い目に兵士のような服装になっている。
テン・カウント
29歳。身長180cm。体重60kg。
「アゴーン・テオス教団」の殺し屋。追い詰めた獲物に10秒のカウントダウンを聞かせてから殺すため、このコードネームで呼ばれる。長剣「ナイトメア」と投げナイフを武器とする。カインの裏キャラクターでイギリス人。
試合時間を無制限に設定してコントローラーをしばらく放置しておくと勝手に踊りだす（「スリラーダンス」という名称で、後ろ歩きでムーンウォークを行う）。
バルガ
声 - 江川央生
33歳。身長192cm。体重80kg。
「アゴーン・テオス教団」に所属するノルウェー出身の剣士。かつて祖先がランバート家に敗れ去ったため、デュークを付け狙っている。デュークの裏キャラクターであり、長剣に加え、盾を持って戦う。デュークとは正反対の乱暴な性格で、蹴り技やダウン攻撃を平気で使ってくる。
シュルツ
声 - 磯部弘
32歳。身長230cm。体重68kg。
ドイツ出身の「アゴーン・テオス教団」大幹部で、教団の司祭を担当するマッド・サイエンティスト。カオスと対になるキャラクターで、武器は「真理の究明」という大鎌を使う。モデル違いはピエロのような姿になる。
古代組織での地位はヴァーミリオンより高いのだが、オープニングムービーでは雑魚敵のように扱われている。しかも『闘神伝3』のCPU戦では選択したキャラクターの対になる相手キャラクターがボス直前に登場して、その直前に必ずヴァーミリオンが登場するのだが、シュルツは大抵最初の方に登場する。
ミス・ティル
声 - 三田ゆう子
26歳。身長171cm。体重48kg。
「アゴーン・テオス教団」の女神官。シュルツと同格の地位にいる。見た目は優しそうだが、性格は冷酷非情。フジ・シズクの裏キャラクターでマレーシア人。予言者としても優れているが、闘神復活後組織はどう変わるのかは彼女の力でも見透すことができなかったため、それを知るために参戦する。武器は精霊の杖。
アベル
声 - 林延年
古代組織「アゴーン・テオス教団」の教祖。かつて闘神アゴーン・テオスを呼び出そうとしたが、闘神降臨のために必要とされる血と肉体がそろわず失敗し、現在は自分の肉体の中に不完全な闘神・ヴェイルを封印している。武器を持たず、肉体のみで闘う。
ヴェイル
声 - 林延年
かつてアベルが行った儀式により不完全な意識のみが呼び出された闘神であり、現在はアベルの中に封印されていたが、新たに行われた儀式により暗黒の波動を吸収し、アベルの中から解放されて実体化した。拳から発生するエネルギーの刃「エレメンタルブレード」を武器とする。性能的にはアベルのパワーアップ版だが、スライディングなど一部の技は使用不可能。
ナル・アモウ
声 - 住友優子※『昴』のみ中島沙樹
イギリス人の少女。9月15日生まれ。B型。8歳（『昴』では16歳）。身長80cm（『昴』では161cm）。体重?kg（『昴』では47kg）。
『2』まで設定のみ存在していたカインの養女。武器はキャリバーン。かつてカインが手にかけた賞金首の娘であるが、カインを父と慕いカインの修行には常に付き添っていた。
『3』では隠しキャラクターとして初参戦。幼い身ながらカインに憧れ、見よう見まねではあるがカインの技を繰り出せるまでになり、小さな身体で巨大な剣を振り回す。
『昴』では通常キャラクターとして登場。『3』の後でナルを危険な目に遭わせたくないという理由から、これまでカインによって全寮制の高校に預けられていた。だがナルは修行を重ねてカインの技を全てマスターし、行方不明になったカインを探すために闘神大武会への出場を決意する。
『昴』限定の隠し武器は憧れのエリスのポスター（を丸めた状態にしたもの）。

### 『闘神伝 昴』に登場
スバル（昴）・シンジョウ
声 - 緑川光
日本人の青年。8月15日生まれ。O型。18歳。身長170cm。体重58kg。
武器は白虎の太刀。エイジ・シンジョウの弟子でショウの息子。本作の主人公でもある。
エイジの弟子というだけあって必殺技はエイジと全く同じ物を使うが、エイジと違って「烈空斬」は衝撃波を放つ技になっている。
ファニーウェポン（隠し武器）は竹刀。
ルーク・キャッスル
声 - 幸野善之
アメリカ人の青年。22歳。武器はヌンチャク。カメラマンにして、拳法の使い手。以前ストリートファイトで敗北したみやびに一目惚れし、彼女が闘神大武会に参加すると知って、スバルとナルの2人とチームを組み、エイジ主催の闘神大武会に出場する。ナルが言うには「かなりの女たらし」らしい。
隠し武器はヌンチャク状ハンガー。
ランスロット・レイクナイト
声 - 久川綾
イギリス人の少年。15歳。武器はレイピア。フェンシングの使い手。過去にナルと戦って敗れたことがあり、そのナルが闘神大武会に参加すると知り、プエラとフェンの2人とチームを組んで、再対決するために大会にエントリーする。プエラとの出会いのきっかけは、インターネットの掲示板。
隠し武器は指差し棒。
プエラ・マリオネット
声 - 山田ふしぎ
スイス人の少女。普段は教会で聖歌隊をしている。武器は朱雀の弓。3歳の頃、教会で祈りを捧げている時にやってきた天使（実は『闘神伝2』に登場したウラヌス）から朱雀の弓を譲られる。普段は天使を模した服装をしているが、裏コスチュームは悪魔のような姿になる。
隠し武器は三角定規。
フェン・ベアフット
声 - 坂口大助
ブラジル人の少年。普段の職業は漁師。武器はハープーン。祖父と2人で暮らしていたが、ゲンマに追われているモンド（ゲーム本編では、この男がモンドとは語られていない）を匿ったために祖父がゲンマに殺されてしまう。そこでフェンはモンドから技の手ほどきを受けて、祖父の仇討ちに赴く。
隠し武器は標識。一部の必殺技の際にはペットの豚ウルフィーを使うが、ウルフィーに木登りをさせるミニゲームが隠し要素の中にある。
ゲンマ
声 - 柴田秀勝
中国人男性。年齢不明。武器は玄武の盾。邪悪な幻術使いで、目的のためなら洗脳や殺人も平気でやる。カオスを倒したり、モンドに怪我を負わせたり、自分を利用しようとしたヴァーミリオンも逆に利用するなど、実力もかなりのもの。
裏コスチュームはピエロのような姿になり、隠し武器はフライパンになる。
みやび
声 - 辻桃子
日本人女性。24歳。武器は髪飾りを兼ねた小刀。忍者の里で暮らしていたが、中学生の時の下校途中にゲンマに襲われて拉致・洗脳されて配下にさせられた。ルークをストリートファイトで負かしたことがある。
隠し武器は串団子。
バン・ブー
声 - 岸野幸正
秘密結社によって作られたキューバ人パイロットの頭脳が組み込まれたサイボーグ。両腕がバルカン砲になっている。秘密結社の生き残りであるが、古代組織残党のヴァーミリオンは彼をゲンマを監視する密偵として送り込む。しかし、当の本人はゲンマにもヴァーミリオンにも協力する気は全くないことが本人をメインにしたストーリーで明かされる。
裏コスチュームでは山高帽とブレザーを着用したサイボーグになり、隠し武器は両手が岡持ちになる。
イオス
声 - 鈴木麻里子
秘密結社のイタリア支部で作られた人造人間の女性。推定27歳。旧四天王のウラヌスに美貌を妬まれて封印されていたが、エイジに封印を解かれたために彼の配下になった。武器はロッドだが、実はこのロッドは青龍の槍が変化したもの。天使のような姿をしているが、裏コスチュームでは悪魔のような姿になる。また、同キャラクター戦をすると必殺技で飛ばすドラゴンが1Pと2Pでは違うものになる。
隠し武器はゴルフクラブ。
ゼロ
声 - 諸角憲一
秘密結社のギリシア支部で作られた人造人間の大男。推定30歳。非常に好戦的な性格のために結社に封印されるが、エイジに封印を解かれて配下になる。武器はブロードソード。
裏コスチュームはアメコミヒーロー風の格好になり、隠し武器は羽子板になる。

### 番外編に登場
セバスチャン
声 - 郷里大輔
『パズルアリーナ』に登場する。ランバート家の執事にして、デュークの剣術の師でもある。
リカ
声 - 高橋里華
『にとうしんでん』に登場する。ぴこぴこハンマーと空き缶を武器とする。同じタカラのリカちゃん人形が元ネタであるが、声を担当したアイドルの高橋里華をフィーチャーしたキャラクターでもある。
リュウジ
声 - 子安武人
『にとうしんでん』に登場する。学生服を着ている。武器は青龍刀。非常に冷めた性格をしているが、エンディングにおいて、リカといい雰囲気になる。
シュウ
声 - 中原茂
『にとうしんでん』に登場する。リュウジのライバルの方術使い。
バイフー
声 - 立木文彦
『にとうしんでん』に登場する。体中に凡字を書き込んだ棒術使い。

## 関連商品

### OVA
- 『闘神伝』 Vol.1 1996年6月21日発売
- 『闘神伝』 Vol.2 1996年8月21日発売

#### 概要（OVA）
ストーリーは第1作目と『2』を繋ぐオリジナルストーリー。Vol.1ではウラヌスに操られてエイジと戦うソフィアや、結社の作り出したショウと瓜二つの闘神兵との戦いが描かれ、Vol.2では結社の罠にかかったエリスを救うためにエイジ達ゲームのメインキャラクターが結社の本部へ乗り込むという展開となっている。
キャストは監督である大張の意向でガイア、デューク、モンド以外はゲーム版とは異なるキャスティングとなっているが、セガサターン版『URA』ではソフィアの声がアニメ版と同じく冬馬由美となっている（PlayStation版では、エリス役の鉄炮塚葉子がソフィアも演じていた）。
本作のためにことぶきは新たに一部設定をラフデザインとして描き起こしており、それらを元にアニメ用デザインが起こされた。描き起こされた主なものとしては、エイジの普段着やソフィア、トレーシーのコスチューム（ゲーム開発時の没案がベースとなっている）など。
なお本作に先駆けてドラマCDも発売元のBMGビクターから発売された。こちらはゲーム第1作で語られなかった各キャラクターのエピソードと、OVAまでの間に起きた戦いが描かれる。キャストは基本的にOVAと同じだがラングーを大塚明夫が演じている他、ドラマCDオリジナルの敵キャラクター（声：松本保典）も登場する。

#### キャスト
- エイジ・シンジョウ：関智一
- カイン・アモウ：子安武人
- エリス：氷上恭子
- カオス：立木文彦
- ソフィア：冬馬由美
- デューク・バルテルミ・ランバート：塩沢兼人
- ガイア：郷里大輔
- ショウ・シンジョウ：島田敏
- ウラヌス：井上喜久子
- トレーシー：根谷美智子
- ホー・ファイ：西川幾雄
- モンド：岸野幸正
- ラングー・アイアン：辻親八

#### スタッフ
- 監督 - 大張正己
- 脚本 - あみやまさはる（第1巻）、高山治郎（第2巻）
- アニメーションキャラクター原案・コスチュームデザイン - ことぶきつかさ
- アニメーションキャラクターデザイン - 中沢一登（第1巻・第2巻）、山根理宏（第2巻）
- 作画監督 - 中沢一登（第1巻）、山根理宏（第2巻）
- 絵コンテ - 大張正己（第1巻）、福田道生（第2巻）
- 演出 - 大張正己（第1巻）、まついひとゆき（第2巻）
- 美術監督 - 加藤浩
- 色彩設定 - 伊藤由紀子（第1巻）、川崎アイ子（第2巻）
- 撮影監督 - 大瀧勝之
- 音響監督 - 藤山房伸
- 音楽 - 椎名謙介
- プロデューサー - 村瀬佳樹、頼経康史
- 制作プロデューサー - 阿部倫久
- 制作協力 - J.C.STAFF
- 制作 - アニメイトフィルム
- 製作 - ムービック、BMGビクター

#### 主題歌
「負けないでFly Away」
作詞 - 月海猫 / 作曲・編曲 - 平間あきひこ / 歌 - 氷上恭子

### コミック
アンソロジーがホビージャパン他数社から発売された他、松本久志による第1作以前の物語として記憶喪失となったエイジがカイン、エリスやホー、ショウらと出会うというオリジナルストーリーのコミックがソフトバンク（後のソフトバンククリエイティブ）より、こずみ椎太（良原くろひこ）によるエリスを主人公とした第1作のコミカライズがエニックス（後のスクウェア・エニックス）より刊行された。
また、武林武士によるコミカライズ版が『月刊少年エース』に連載され、全5巻の単行本化がされた。『1』と『2』を折衷したような内容となっており、『1』と『2』の全キャラクターおよび『3』のキャラクターの一部が登場する。
講談社の少女漫画雑誌『るんるん』には、エリスを主人公とした『闘神伝 エリスまけないもんっ!』が連載されていた（未単行本化）。作者は浩峰尚。